# 棕喉鹩鹛
，是雀形目鹛科的一种鸟类。

## 特征
棕喉鹩鹛体重约11克，翼长约47毫米，嘴峰长约11.3毫米，喙宽度约2.2毫米，喙厚度约2.9毫米，跗蹠长约17.4毫米，尾长约29毫米。棕喉鹩鹛在其分布区内为留鸟，其栖息在密集的高大树木组成的森林中，食性为肉食性，主要食物来源是陆生无脊椎动物。

## 分布
尼泊尔东部山区至锡金、大吉嶺、不丹和西藏东南部的山区。